# Manoir (Moussy)

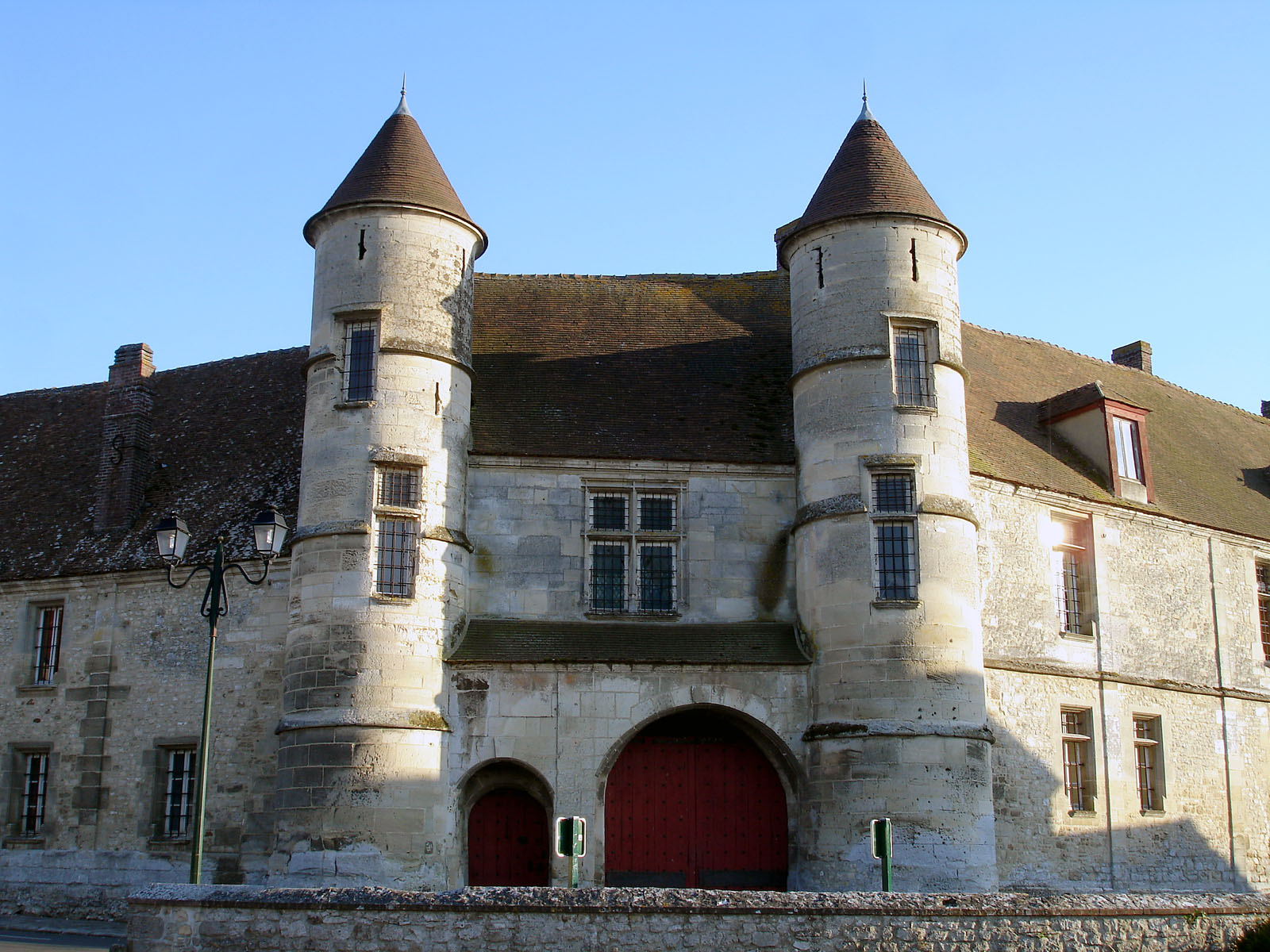
Eingang zum Manoir in Moussy

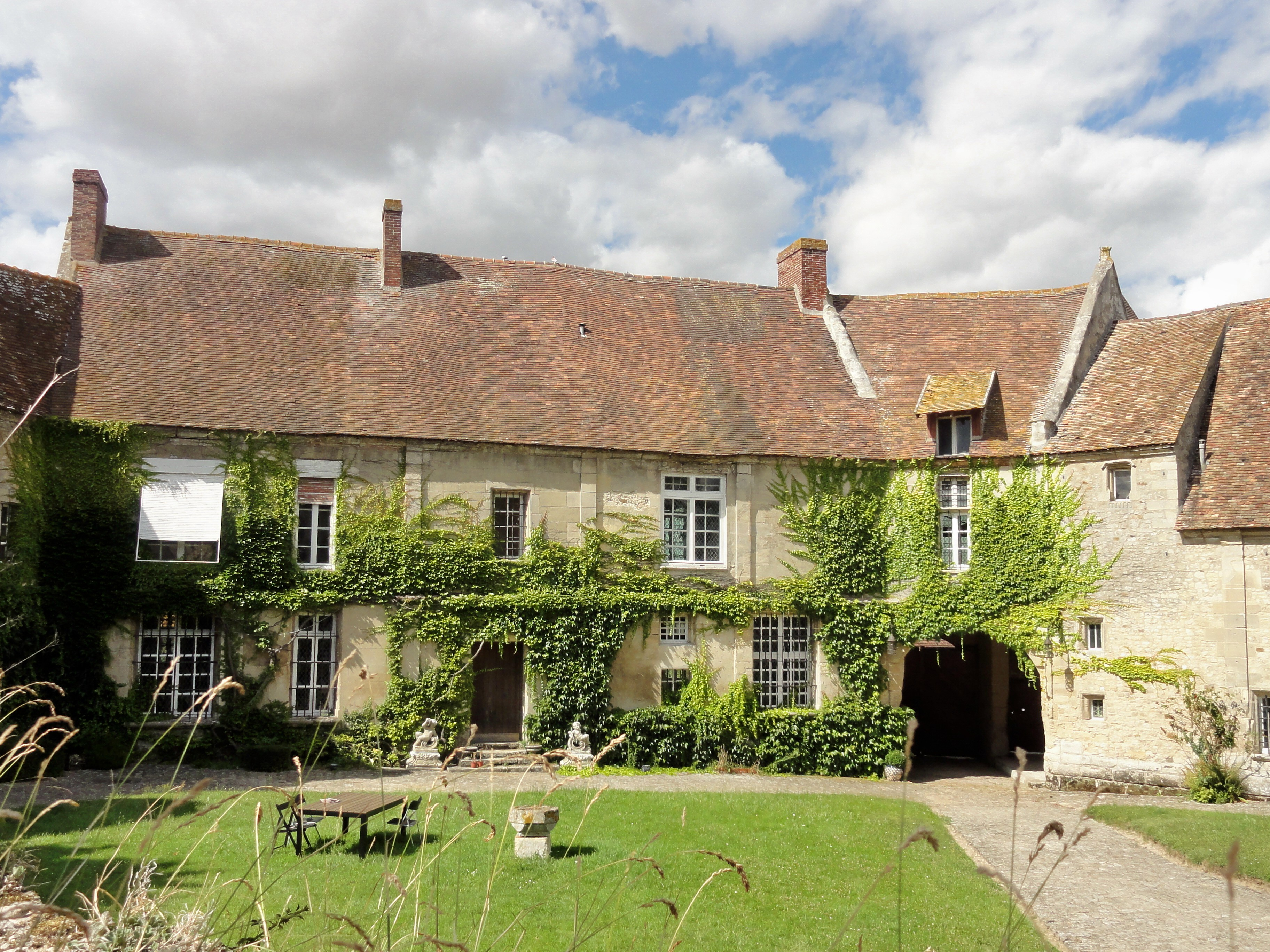
Innenhof

Das Manoir (deutsch Herrenhaus) in Moussy, einer französischen Gemeinde im Département Val-d’Oise in der Region Île-de-France, wurde Ende des 15. und Anfang des 16. Jahrhunderts errichtet. Das Herrenhaus steht in der Nähe der Kirche Saint-André.
Das Bauwerk steht seit 1927 als Monument historique auf der Liste der Baudenkmäler in Frankreich.
Das Herrenhaus, auf dessen Gelände zuvor ein Priorat gestanden haben soll, besitzt eine rundbogige Hofeinfahrt, die von zwei Rundtürmen flankiert wird. Die Anlage ist um einen Innenhof errichtet und besitzt einen wehrhaften Charakter.